# Gomphrena pungens
Gomphrena pungens là loài thực vật có hoa thuộc họ Dền. Loài này được Seub. mô tả khoa học đầu tiên năm 1875.